# Maison située 19 rue Svetozara Markovića à Kragujevac
La maison située 19 rue Svetozara Markovića à Kragujevac (en serbe cyrillique : Кућа у Ул. Светозара Марковића 19 у Крагујевцу ; en serbe latin : Kuća u Ul. Svetozara Markovića 19 u Kragujevcu) se trouve à Kragujevac, dans le district de Šumadija, en Serbie. Elle est inscrite sur la liste des monuments culturels protégés de la République de Serbie (identifiant no SK 442).

## Présentation
La maison, située 19 rue Svetozara Markovića, a été construite dans la première moitié du XIXe siècle pour servir de résidence privée à Nedeljko Stojković, également connu comme « le prince Den », une personnalité de l'époque du prince Miloš Obrenović.
La maison est caractéristique des constructions de cette époque. La partie centrale du bâtiment donne sur la rue, tout comme la cour et son puits. Construite à des fins résidentielles, la maison dispose d'un vaste sous-sol et est conçue selon la méthode des colombages avec un remplissage en briques. Le toit à quatre pans est recouvert de tuiles.
La maison est aujourd'hui utilisée à des fins commerciales.